# Cheiracanthium insigne
Cheiracanthium insigne is een spinnensoort uit de familie Cheiracanthiidae.
De wetenschappelijke naam van de soort werd in 1874 gepubliceerd door Octavius Pickard-Cambridge.